# Plan lotu
Plan lotu (ang. flight plan) – określone informacje dostarczane organom służb ruchu lotniczego, odnoszące się do zamierzonego lotu lub do części lotu statku powietrznego.
Jest to jedna z depesz służb ruchu lotniczego. Składana jest przez pilota, bądź operatora statku powietrznego w Biurze Odpraw Załóg (ARO) najpóźniej na godzinę przed planowanym czasem wylotu (EOBT), jeżeli lot nie podlega procedurze wstępnego przetwarzania planów lotu Centralnego Organu Zarządzania Przepływem Ruchu Lotniczego (CFMU), a 3 godziny przed gdy plan lotu podlega takim procedurom. Plan lotu może również zostać złożony z powietrza przez pilota (AFIL).

## Składanie planu lotu
Informacje dotyczące zamierzonego lotu lub części lotu, które powinny być dostarczone organom służb ruchu lotniczego, należy przedstawiać w postaci planu lotu.
Plan lotu musi być złożony przed rozpoczęciem każdego lotu:
- dla którego w całości lub w części ma być zapewniona służba kontroli ruchu lotniczego;
- IFR w przestrzeni powietrznej niekontrolowanej;
- VFR w przestrzeni powietrznej niekontrolowanej, jeżeli ma być zapewniona służba informacji powietrznej i służba alarmowa;
- którego trasa lub jej część przebiega w opublikowanej strefie identyfikacji obrony powietrznej w celu ułatwienia koordynacji z właściwymi organami wojskowymi oraz uniknięcia ewentualnej potrzeby przechwytywania i dokonania identyfikacji lub w innej części przestrzeni, dla której taki wymóg opublikowano;
- z przekraczaniem granicy państwowej (od 1 lipca 2010 zgodnie z Dz.U. nr 72, Poz. 463 z dnia 21.04.2010 plan lotu nie musi być składany na lot z przekroczeniem granicy w strefie Schengen).

Wyrażenie plan lotu odnosi się zarówno do pełnej informacji dotyczącej wszystkich punktów zawartych w formularzu planu lotu, obejmujących cała trasę, lub do ograniczonej informacji, gdy chodzi o uzyskanie zezwolenia dla małej części lotu, jak np. dla przecięcia drogi lotniczej, startu z lotniska kontrolowanego lub lądowania na takim lotnisku.
Plan lotu powinien być złożony przed odlotem w Biurze Odpraw Załóg (ARO) lub przekazany podczas lotu właściwemu organowi służb ruchu lotniczego, chyba że zostało zawarte porozumienie dotyczące przedstawiania powtarzalnych planów lotu.
Plan dla lotu, któremu ma być zapewniona służba kontroli ruchu lotniczego, należy przedstawić co najmniej 3 godziny przed odlotem. Plan dla lotu nie podlegającego procedurze wstępnego przetwarzania planów lotu Centralnego Organu Zarządzania Przepływem Ruchu Lotniczego (CFMU) należy przedstawić co najmniej 1 godzinę przed odlotem. Jeżeli jest przedstawiony podczas lotu, to w takim czasie, który umożliwi jego odbiór przez zainteresowany organ służb ruchu lotniczego co najmniej dziesięć minut przed przewidywanym przybyciem statku powietrznego do:
- zamierzonego punktu wejścia do obszaru kontrolowanego;
- punktu przecięcia drogi lotniczej.

## Treść planu lotu

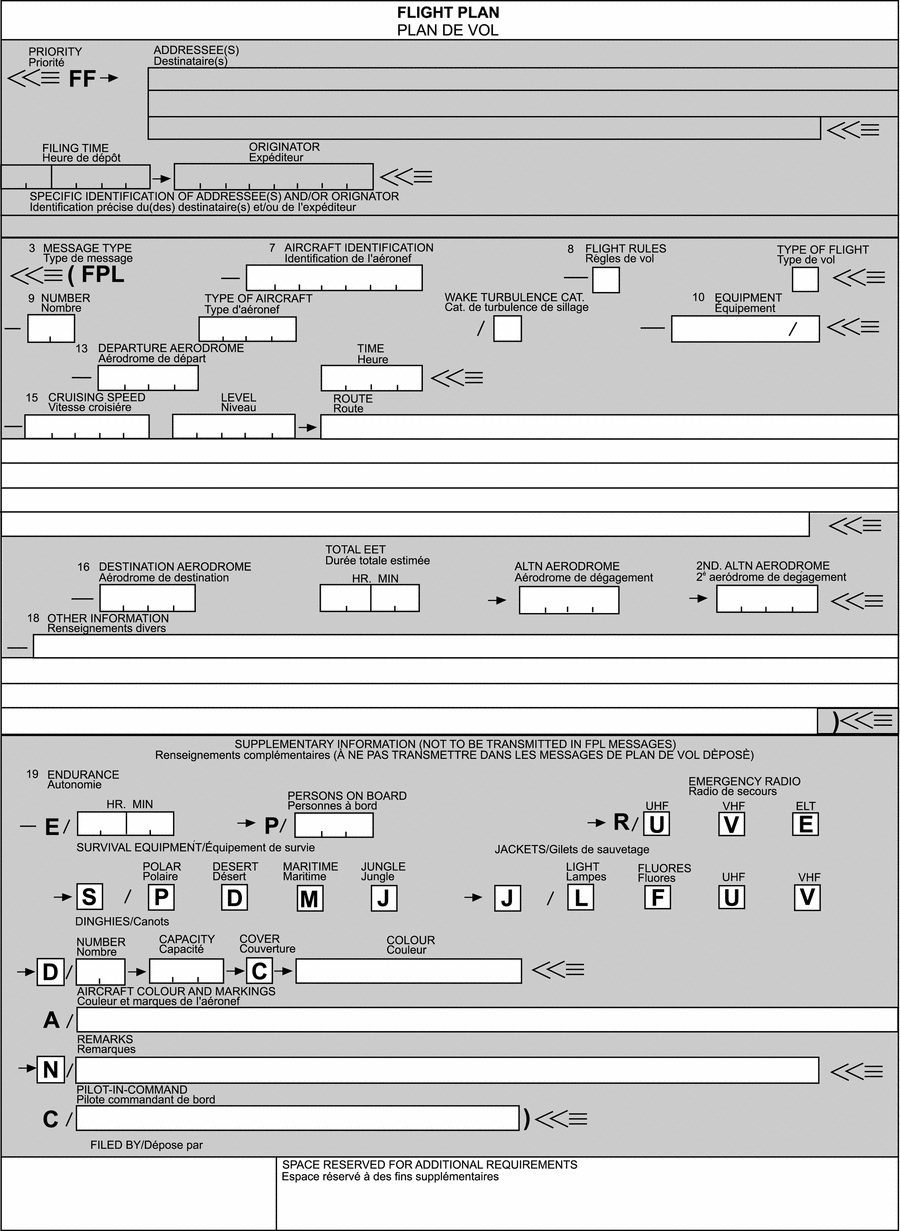
Oficjalny wzór wydany przez ICAO

Plan lotu powinien zawierać informacje dotyczące nw. danych:
- znak rozpoznawczy statku powietrznego;
- przepisy wykonywania lotu i rodzaj lotu;
- liczba i typ statku powietrznego (typy statków powietrznych) i kategoria turbulencji w śladzie aerodynamicznym;
- wyposażenie (dotyczy lotów kontrolowanych oraz lotów IFR);
- lotnisko odlotu¹;
- przewidywany czas odblokowania²;
- prędkość przelotowa (prędkości przelotowe);
- poziom przelotu (poziomy przelotowy);
- trasa zamierzonego lotu;
- lotnisko³ docelowe i całkowity przewidywany czas przelotu;
- lotnisko (lotniska) zapasowe (dotyczy lotów kontrolowanych oraz lotów IFR);
- zapas paliwa;
- liczba wszystkich osób na pokładzie;
- wyposażenie na wypadek zagrożenia i dla przetrwania;
- inne informacje.

¹ – w planach lotu przekazywanych podczas lotu, informacja podana w tym punkcie, będzie wskazaniem miejsca, z którego w razie potrzeby może być uzyskana dodatkowa informacja dotycząca lotu.
² – w planach lotu przekazywanych podczas lotu, informacja podana w tym punkcie, będzie wskazaniem czasu nad pierwszym punktem trasy, którego plan lotu dotyczy.
³ – wyrażenie lotnisko, gdy jest użyte w odniesieniu do planu lotu, dotyczy również miejsc innych niż lotniska, które mogą być wykorzystane przez określone rodzaje statków powietrznych, np. śmigłowce lub balony.

## Wypełnianie planu lotu
Przedstawiony plan lotu musi zawierać wszystkie poniższe informacje zgodnie:
- znak rozpoznawczy statku powietrznego;
- przepisy wykonywania lotu i rodzaj lotu;
- liczba i typ statku powietrznego (typy statków powietrznych) i kategoria turbulencji w śladzie aerodynamicznym;
- wyposażenie (dotyczy lotów kontrolowanych oraz lotów IFR);
- lotnisko odlotu;
- przewidywany czas odblokowania;
- prędkość przelotowa (prędkości przelotowe);
- poziom przelotu (poziomy przelotu);
- trasa zamierzonego lotu;
- lotnisko docelowe i całkowity przewidywany czas przelotu;

Plan lotu powinien zawierać dodatkowo wszystkie informacje, dotyczące pozostałych punktów, jeśli mają zastosowanie:
- lotnisko (lotniska) zapasowe (dotyczy lotów kontrolowanych oraz lotów IFR);
- zapas paliwa;
- liczba wszystkich osób na pokładzie;
- wyposażenie na wypadek zagrożenia i dla przetrwania;
- inne informacje.

## Zmiany do planu lotu
Zgodnie z postanowieniami Niezamierzonych zmian planu lotu wszystkie zmiany w stosunku do planu lotu przedstawionego na lot IFR lub lot VFR wykonywany jako lot kontrolowany, powinny być zgłaszane tak szybko, jak tylko to będzie możliwe, właściwemu organowi służb ruchu lotniczego. Na inne loty VFR znaczące zmiany w planie lotu powinny być zgłaszane, jak tylko to będzie możliwe, właściwemu organowi służb ruchu lotniczego.
Jeżeli przedstawione przed odlotem informacje dotyczące zapasu paliwa lub liczby wszystkich osób na pokładzie nie będą ścisłe w chwili odlotu, stanowią one istotne zmiany do planu lotu i jako takie muszą być zgłoszone.
Zasady przedstawiania zmian do powtarzalnych planów lotu są zawarte w PL-4444.

## Niezamierzone zmiany planu lotu
Dowódca statku powietrznego wykonując lot kontrolowany może odstąpić nieumyślnie od bieżącego planu lotu; powinien wtenczas:
- w przypadku odchylenia od linii drogi: natychmiast zmienić kurs, aby możliwie jak najprędzej wejść ponownie na tę linie drogi;
- w przypadku odchylenia od rzeczywistej prędkości powietrznej: jeżeli przeciętna rzeczywista prędkość powietrzna na poziomie przelotu między punktami meldowania różni się lub przewiduje się, że będzie różnić się w granicach plus lub minus 5% od rzeczywistej prędkości powietrznej podanej w planie lotu – zawiadomić o tym właściwy organ służb ruchu lotniczego;
- w przypadku zmiany przewidywanego czasu: jeżeli przewiduje się, że czas przelotu nad następnym obowiązkowym punktem meldowania lub nad granicą rejonu informacji powietrznej, albo nad lotniskiem docelowym, w zależności od tego, który z powyższych punktów będzie pierwszy, różni się więcej niż trzy minuty od czasu, który został podany służbom ruchu lotniczego lub różni się o odstęp czasu ustalony przez państwowy organ zarządzania ruchem lotniczym – podać niezwłocznie zainteresowanemu organowi służb ruchu lotniczego poprawiony przewidywany czas.

## Zakończenie planu lotu
Meldunek o przylocie powinien być złożony osobiście, za pomocą radiotelefonu lub linii przesyłania danych, możliwie niezwłocznie po wylądowaniu, właściwemu organowi służb ruchu lotniczego na lotnisku przylotu odnośnie do każdego lotu, na który został przedstawiony plan lotu obejmujący cały lot lub pozostałą część lotu do lotniska docelowego.
Gdy plan lotu został przedstawiony tylko dla pewnej części lotu, innej niż pozostała część lotu do miejsca docelowego, należy podać odpowiedni meldunek o zakończeniu tej części lotu zainteresowanemu organowi służb ruchu lotniczego.
Jeżeli na lotnisku przylotu nie ma organu służb ruchu lotniczego, meldunek o przylocie, należy złożyć – niezwłocznie po wylądowaniu – najbliższemu organowi służb ruchu lotniczego za pomocą najszybszego środka przekazu informacji.
Jeżeli wiadomo, że urządzenia łączności na lotnisku przylotu są niewystarczające i jeżeli nie ma innego sposobu przesłania z ziemi meldunków o przylocie, należy podjąć następujące działanie. Tuż przed lądowaniem dowódca statku powietrznego powinien, jeżeli jest to praktycznie możliwe, nadać do właściwego organu służb ruchu lotniczego depeszę odpowiadającą meldunkowi o przylocie.
Meldunki o przylocie nadane przez dowódcę statku powietrznego powinny zawierać następujące elementy informacji:
- znak rozpoznawczy statku powietrznego;
- lotnisko odlotu;
- lotnisko docelowe (tylko w przypadku zmiany miejsca lądowania);
- lotnisko przylotu;
- czas przylotu.

Gdy meldunek o przylocie jest wymagany, niezastosowanie się do tego wymagania może spowodować poważne zakłócenia w działaniu służb ruchu lotniczego i znaczne wydatki związane z koniecznością dokonania niepotrzebnych akcji poszukiwania i ratownictwa.